# Zoltán Tessely
 (septembre 2017).
Si vous disposez d'ouvrages ou d'articles de référence ou si vous connaissez des sites web de qualité traitant du thème abordé ici, merci de compléter l'article en donnant les références utiles à sa vérifiabilité et en les liant à la section « Notes et références ».
Dans le nom hongrois Tessely Zoltán, le nom de famille précède le prénom, mais cet article utilise l’ordre habituel en français Zoltán Tessely, où le prénom précède le nom.
Zoltán Tessely, né le 1967 à Budapest, est un homme politique hongrois, député à l'Assemblée hongroise, membre du groupe FIDESZ. Il est président de la fédération socialiste de Bicske depuis 2010, 2014.